# Eduardo Luis Duhalde
Pour les articles homonymes, voir Duhalde.
Eduardo Luis Duhalde, né en octobre 1939 à Buenos Aires (Argentine) et mort le 3 avril 2012 à Buenos Aires (Argentine), est un avocat, magistrat, historien et journaliste argentin.